# Keith Taylor
Keith Richard Taylor (født 1. august 1953, død 31. oktober 2022) var en britisk politiker, der fra 2010 til 2019 var medlem af Europa-Parlamentet, valgt for Green Party of England and Wales (indgår i parlamentsgruppen G-EFA).